# 死霊船 メアリー号の呪い
『死霊船 メアリー号の呪い』（しりょうせん メアリーごうののろい、原題：Mary）は、2019年制作のアメリカ合衆国のホラー映画。

## あらすじ
長年自分の船を持ちたいと思っていたデヴィッドは“メアリー号”という名の古い船をオークションで購入、妻のサラと2人の娘と共に船旅に出発する。だが、不可解な現象が次々と彼らに襲いかかる。

## キャスト
- デヴィッド：ゲイリー・オールドマン
- サラ：エミリー・モーティマー
- マイク：マヌエル・ガルシア＝ルルフォ
- リンゼイ：ステファニー・スコット
- メアリー：クロエ・ペリン
- ジェイ：ダグラス・アーバンスキー
- クラークソン刑事：ジェニファー・エスポジート
- トミー：オーウェン・ティーグ

## 製作・マーケティング
2016年6月24日、映画プロデューサーのタッカー・トゥーリーが本作の映画化に乗り出したとの報道があった。2017年9月、ゲイリー・オールドマン、ステファニー・スコット、マヌエル・ガルシア＝ルルフォ、クロエ・ペリンの起用が発表された。2018年8月、ジェニファー・エスポジートがキャスト入りした。9月4日、ザ・ニュートン・ブラザーズが本作で使用される楽曲を手掛けるとの報道があった。
2019年7月10日、RLJEフィルムズが本作の全米配給権を購入したと報じられた。8月7日、本作のオフィシャル・トレイラーが公開された。24日、本作はフライト・フェストでプレミア上映された。

## 評価
本作は批評家から酷評されている。映画批評集積サイトのRotten Tomatoesには24件のレビューがあり、批評家支持率は4%、平均点は10点満点で3.31点となっている。サイト側による批評家の見解の要約は「何から何まで変なことになっている。『死霊船 メアリー号の呪い』は名優たちの才能を浪費し、怖さに乏しいごった煮状態のホラー作品に堕してしまった。」となっている。また、Metacriticには12件のレビューがあり、加重平均値は31/100となっている。